# 假高山延胡索
假高山延胡索（学名：Corydalis pseudoalpestris）为罂粟科紫堇属下的一个种。

## 扩展阅读
- 維基物種上的相關：假高山延胡索